# Salisano
Salisano (Sariciànu in dialetto locale) è un comune italiano di 475 abitanti della provincia di Rieti nel Lazio.

## Geografia fisica

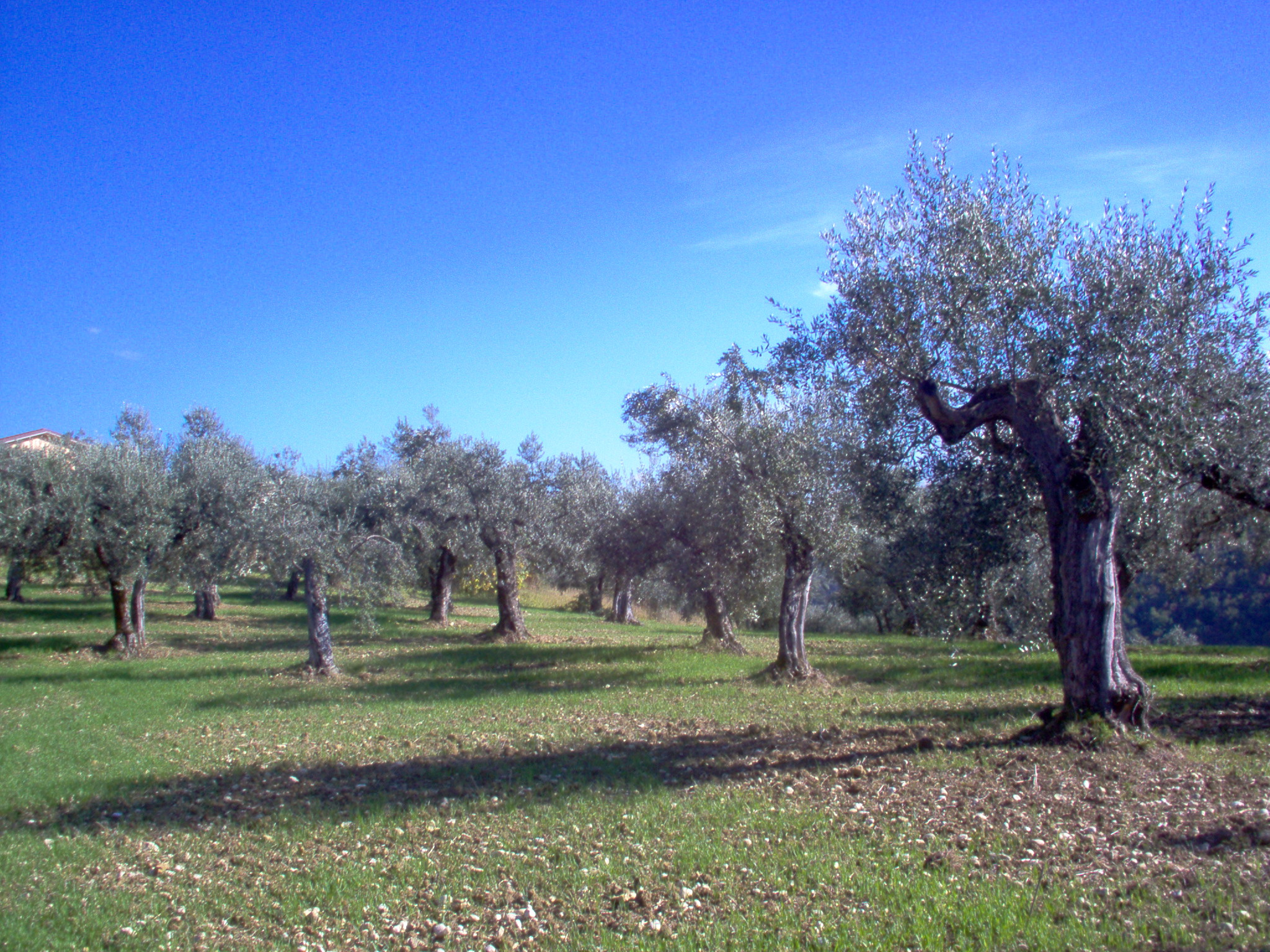
Un oliveto nel comune di Salisano. L'olivo è una coltivazione tipica della zona.

### Territorio
Salisano sorge a 460 metri di altezza sul livello del mare, sulle propaggini meridionali del subappennino, tra le quali quelle del Monte Ode (968 m s.l.m.) e del Monte Tancia.
Il fiume Farfa scorre nel territorio comunale.

### Clima
Classificazione climatica: zona E, 2202 GR/G

## Economia
Nel territorio comunale si trova la centrale idroelettrica di Salisano, un importante impianto idraulico gestito dall'ACEA che fa parte del più vasto sistema acquedottistico del Peschiera-Capore (il principale acquedotto che rifornisce Roma e uno dei più grandi dell'intero mondo). Alla centrale di Salisano convergono le condutture provenienti dalle sorgenti del Peschiera (Cittaducale) e dalle sorgenti delle Capore (Frasso Sabino) ed esse vengono sfruttate per produrre energia elettrica. Si tratta dell'unica centrale in Italia a funzionare con acqua potabile. Da Salisano l'acquedotto prosegue poi alla volta di Roma.

## Società

### Evoluzione demografica
Abitanti censiti

## Infrastrutture e trasporti

### Strade

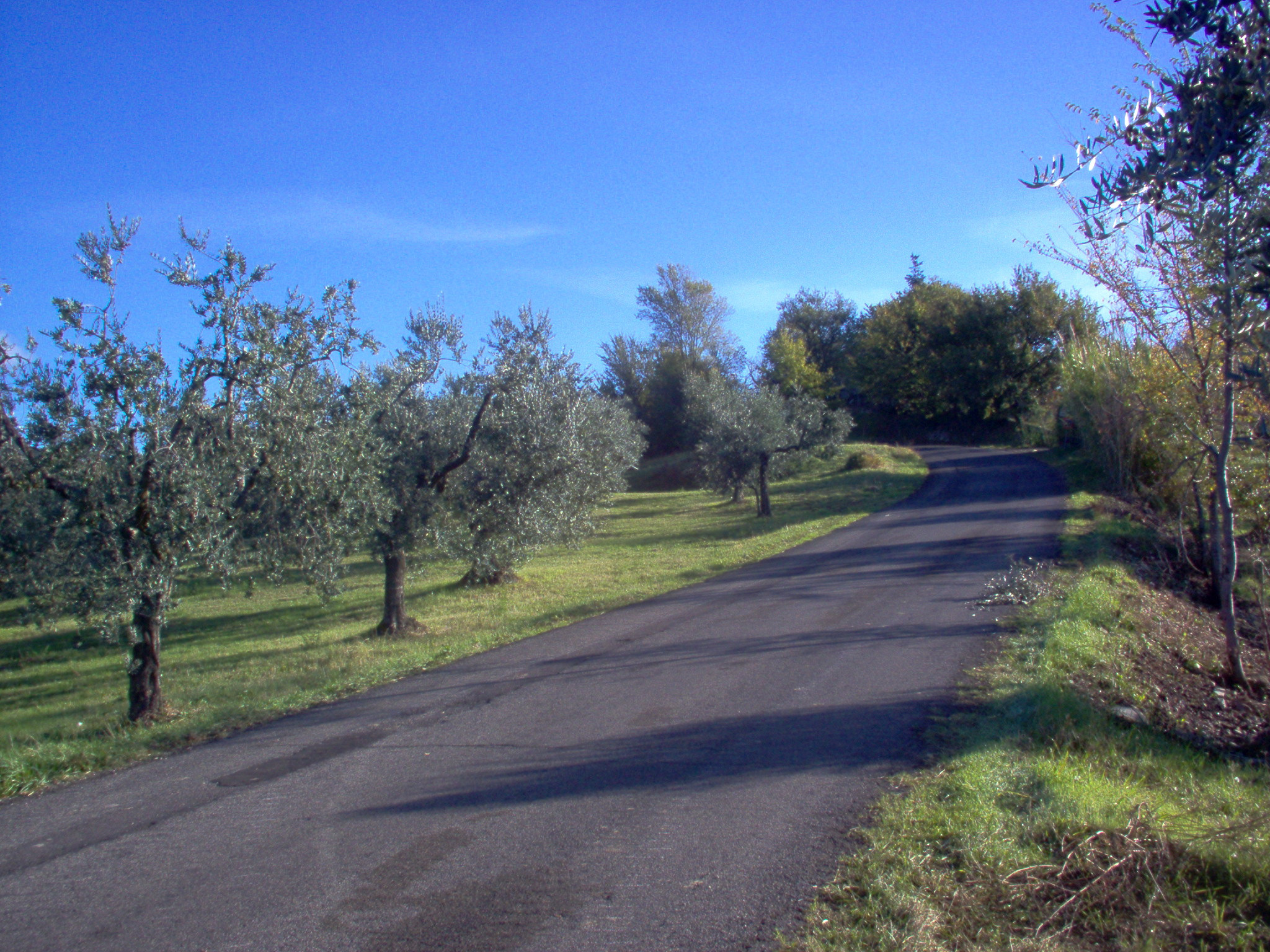
La strada secondaria che collega Salisano a Granica e alla Via Mirtense

Ai piedi della collina dove sorge Salisano scorre la strada provinciale 46 (Via Tancia), che collega il paese da un lato a Poggio Mirteto e dall'altro al capoluogo Rieti, sebbene con un percorso piuttosto tortuoso, nonché con i vicini abitati di Bocchignano, Castel San Pietro e Mompeo.
Una strada secondaria collega Salisano alla località di Granica, dove è possibile immettersi sulla Via Mirtense (SP 42) che conduce a Osteria Nuova, o sulla Via Farense (SP 41) che conduce a Passo Corese e Roma.

### Ferrovie
Il comune di Salisano non è servito da alcuna stazione ferroviaria. La più vicina è quella di Poggio Mirteto, che dista 17 km, nella quale fermano i treni della metropolitana Orte-Fiumicino aeroporto linea FL1. 
Il progetto della Ferrovia Rieti-Passocorese, ipotizzava il passaggio del tracciato ferroviario nel comune di Salisano.

## Amministrazione
Nel 1923 passa dalla provincia di Perugia in Umbria, alla provincia di Roma nel Lazio, e nel 1927, a seguito del riordino delle circoscrizioni provinciali stabilito dal regio decreto n. 1 del 2 gennaio 1927, per volontà del governo fascista, quando venne istituita la provincia di Rieti, Salisano passa a quella di Rieti.
| Periodo | Periodo   | Primo Cittadino   | Partito                         | Carica  | Note                       |
| ------- | --------- | ----------------- | ------------------------------- | ------- | -------------------------- |
| 2004    | 2009      | Plinio Petrocchi  | lista civica                    | Sindaco |                            |
| 2009    | 2014      | Lucio Neri        | lista civica                    | Sindaco |                            |
| 2014    | 2016      | Lucio Neri        | lista civica                    | Sindaco | Dimesso durante il mandato |
| 2017    | 2022      | Gisella Petrocchi | lista civica Uniti per Salisano | Sindaco |                            |
| 2022    | in carica | Gisella Petrocchi | lista civica Uniti per Salisano | Sindaco |                            |

### Altre informazioni amministrative
- Fa parte della Comunità montana "Sabina"